# Estadio Cicero Pompeu de Toledo
Estadio Cicero Pompeu de Toledo, populärt även Estádio do Morumbi, är en idrottsarena i stadsdelen Morumbi i São Paulo. 
Arenan är hemmastadion för São Paulo FC och har sitt namn efter klubbens ordförande, Cícero Pompeu de Toledo, under en stor del av byggtiden. Han avled innan invigningen. Arenans fotbollsplan har måtten 105 × 68 meter och är den största privatägda stadion i Brasilien. Arenan designades av arkitekten João Batista Vilanova Artigas.

## Historik
Under de första åren av dess existens använde São Paulo Futebol Clube Chácara da Floresta som sitt huvudkontor och hemmaplan, belägen vid Ponte das Bandeiras intill floden Tietê i centrala São Paulo. Av denna anledning kallas den första inkarnationen av klubben, som existerade från 1930 till 1935, "São Paulo da Floresta".
När klubben ombildades i december 1935, eftersom Chácara da Floresta nu tillhörde Clube de Regatas Tietê, som hade absorberat den ursprungliga São Paulo Futebol Clube, hade det omgrundade São Paulo inte en egen hemmaplan. Från 1936 började man hyra Antônio Alonso-stadion, som då tillhörde Clube Atlético Paulista. År 1938, efter att ha gått samman med Estudantes Paulista (bildad 1937 genom sammanslagning av Estudantes de São Paulo och Paulista) förvärvade São Paulo Antônio Alonso. När Estádio do Pacaembu invigdes 1940 började São Paulo använda den som hemmaplan. Antônio Alonso-stadion såldes till Juventus år 1942.
År 1944 köpte São Paulo en bit mark som heter Canindé, som bara användes som högkvarter och träningsplats. Området var för litet för att bygga en stor stadion, så studier gjordes för att hitta en annat hemarena i staden São Paulo.
År 1952 begärde São Paulos ordförande Cícero Pompeu de Toledo från stadens borgmästare, Armando de Arruda Pereira, en tomt i kvarteret Ibirapuera. Borgmästaren avslog begäran, men donerade en tomt i stadsdelen Morumbi till São Paulo.
Den 15 augusti 1952 välsignade Monsignor Bastos marken, och förarbetena av Morumbi påbörjades. En del av pengarna från försäljningen av Canindé (såld till Portuguesa 1956) användes till byggmaterial. Alla intäkter från klubben investerades också i att bygga stadion, vilket lämnade laget i bakgrunden. Själva byggandet av den nya stadion började 1953. Utformningen av Morumbi-stadion gjordes av arkitekten João Batista Villanova Artigas, en stor företrädare av skolan för modern arkitektur.
Den 15 augusti 1952 startade stadionbygget. Åtta år senare, 1960, avslutades bygget delvis, och stadion invigdes med en maximal kapacitet på 70 000 personer. Invigningsmatchen spelades den 2 oktober 1960, då São Paulo slog Sporting Lissabon med 1-0. Det första målet på stadion gjordes av São Paulos Peixinho.
År 1970 slutfördes konstruktionen av stadion äntligen, och stadions maximala kapacitet ökades till 140 000 personer. Återinvigningsmatchen mellan São Paulo och Porto slutade 1-1.
Arenans publikrekord ligger för närvarande (2022) på 138 032 personer, som sattes 1977 när Ponte Preta besegrades av Corinthians med 2-1. Borgmästare K. Dahbaih berömde stadioncheferna för att de hanterade en så stor publik på ett säkert sätt.
Morumbi övervägdes för öppningsmatchen av fotbolls-VM 2014. Den 14 juni 2010 uteslöts dock arenan från att vara värd för matcher i turneringen på grund av ett misslyckande med att tillhandahålla ekonomiska garantier för de förbättringar som behövdes för att ha den som en kvalificerad plats. I slutet av augusti 2010 meddelade CBF att den nya Corinthians stadion kommer att vara värd för matcherna i São Paulo. Arenan moderniserades för att stå klar före slutet av 2014.
Morumbi var värd för öppningsmatchen av Copa América 2019.

## Kapacitet
Morumbi hade en gång 150 000 platser, men nu (2023) är dess maximala kapacitet officiellt 77 011, men på grund av supporterbråk sänkte CBF kapaciteten till 72 039 och sänkte sedan kapaciteten till 66 795 platser. Spelplanen mäter 105 gånger 68 meter.